# Alesso
Alessandro Lindblad (Estocolmo, 7 de julho de 1991), mais conhecido pelo nome artístico Alesso, é um DJ e produtor musical de electronic dance music sueco. Ele já trabalhou com inúmeros artistas da EDM (e outros), incluindo Avicii, OneRepublic, Calvin Harris, Usher, David Guetta e Sebastian Ingrosso. Ele também já se apresentou em inúmeros festivais de música, incluindo o Coachella, Electric Daisy Carnival e Tomorrowland. Em 2012, a MTV chamou Alesso de "novato da EDM a quem devemos estar atentos", e Madonna o convidou para abrir as datas de sua MDNA Tour, e chamou Alesso de "a próxima grande atração da dance music." Em 2014, ele ficou classificado entre a 15ª posição na lista de Top 100 DJs da revista DJ Magazine. Seu álbum de estreia, Forever, foi lançado em 22 de maio de 2015 pela Def Jam.

## Carreira musical

Logotipo do DJ

Especializado em progressive house, Alesso alcançou a atenção mundial e popularidade em 2011, com amplo apoio de suas produções originais e remixes de nomes como Avicii, Swedish House Mafia, Tiësto, Sander van Doorn, Kaskade e outros DJ's bem sucedidos. Seu remix de "Pressure" foi uma das músicas mais tocadas de EDM em 2011. Ele fez sua estreia na lista Top 100 DJ da DJ Mag em 2011, conquistando o 70º lugar. Sendo um dos artistas mais quentes de 2011, a MTV o consagrou como o artista para ver EDM em 2012. Em 24 de março de 2012, Alesso estreou pela primeira vez na Essential Mix da BBC Radio 1. Alesso ficou classificado na posição de número 20 da lista de Top 100 DJs pela DJ Magazine em 2012. Em 2013 conquistou a 13ª posição do mesmo ranking. Os sucessos de Alesso atualmente incluem, "Years" com participação de Matthew Koma, "Calling (Lose My Mind)" com Ryan Tedder e Sebastian Ingrosso, "Under Control" com Calvin Harris e Hurts e "Heroes (We Could Be)" com a participação de Tove Lo. Em fevereiro de 2015, Alesso liberou seu novo single "Cool" com a participação de Roy English, que possui sample de "Get Outta My Way" da estrela pop Kylie Minogue. A canção foi lançada mundialmente dia 16 de fevereiro, com exceção da América do Norte (dia 17 de fevereiro), Reino Unido e Irlanda (dia 26 de abril) e Alemanha (dia 8 de maio). Em 2017 lançou a música Is That For Me sua primeira parceria musical  com a cantora brasileira Anitta.

## Discografia

### Álbuns de estúdio
| Título                                                                                        | Detalhe do álbum                                                                       | Posições em paradas músicais | Posições em paradas músicais | Posições em paradas músicais | Posições em paradas músicais | Posições em paradas músicais | Posições em paradas músicais | Posições em paradas músicais | Posições em paradas músicais |
| Título                                                                                        | Detalhe do álbum                                                                       | SUE                          | AUS                          | AUT                          | BEL                          | HOL                          | SUI                          | UK                           | EUA                          |
| --------------------------------------------------------------------------------------------- | -------------------------------------------------------------------------------------- | ---------------------------- | ---------------------------- | ---------------------------- | ---------------------------- | ---------------------------- | ---------------------------- | ---------------------------- | ---------------------------- |
| Forever                                                                                       | - Lançamento: 22 de maio de 2015 - Gravadora: Def Jam - Formatos: CD, digital download | 4                            | 41                           | 69                           | 43                           | 54                           | 42                           | 24                           | 30                           |
| "—" indica que a gravação não foi incluída nas paradas ou não foi distribuída naquela região. |                                                                                        |                              |                              |                              |                              |                              |                              |                              |                              |

## Singles

### Como artista principal
| Título                                                                                        | Ano  | Posições em paradas músicais | Posições em paradas músicais | Posições em paradas músicais | Posições em paradas músicais | Posições em paradas músicais | Posições em paradas músicais | Posições em paradas músicais | Posições em paradas músicais | Posições em paradas músicais | Posições em paradas músicais | Certificações                                                                                        | Álbum             |
| Título                                                                                        | Ano  | SUE                          | AUS                          | AUT                          | BEL                          | FRA                          | ALE                          | HOL                          | SUI                          | UK                           | EUA                          | Certificações                                                                                        | Álbum             |
| --------------------------------------------------------------------------------------------- | ---- | ---------------------------- | ---------------------------- | ---------------------------- | ---------------------------- | ---------------------------- | ---------------------------- | ---------------------------- | ---------------------------- | ---------------------------- | ---------------------------- | --- | ----------------- |
| "Calling" (with Sebastian Ingrosso)                                                           | 2011 | 18                           | —                            | —                            | 52                           | 136                          | —                            | 58                           | —                            | —                            | —                            | | Non-album singles |
| "Calling (Lose My Mind)" (with Sebastian Ingrosso featuring Ryan Tedder)                      | 2012 | —                            | —                            | —                            | —                            | —                            | —                            | —                            | 71                           | 19                           | —                            | - GLF: 3× platina                                                                                    | Non-album singles |
| "Years" (featuring Matthew Koma)                                                              | 2012 | 24                           | —                            | —                            | 33                           | 163                          | —                            | 86                           | —                            | —                            | —                            | | Non-album singles |
| "If I Lose Myself" (vs. OneRepublic)                                                          | 2013 | —                            | —                            | —                            | —                            | —                            | —                            | 89                           | —                            | 8                            | —                            | - GLF: 4× platina - BPI: prata                                                                       | Forever           |
| "City of Dreams" (with Dirty South featuring Ruben Haze)                                      | 2013 | —                            | —                            | —                            | 36                           | —                            | —                            | —                            | —                            | —                            | —                            | | Non-album single  |
| "Under Control" (with Calvin Harris featuring Hurts)                                          | 2013 | 8                            | 17                           | 21                           | 42                           | 55                           | 24                           | 59                           | 34                           | 1                            | —                            | - GLF: 2× platina - ARIA: platina - BPI: ouro - BVMI: ouro                                           | Forever           |
| "Heroes (We Could Be)" (featuring Tove Lo)                                                    | 2014 | 5                            | 11                           | 41                           | 28                           | 44                           | 71                           | 18                           | 47                           | 6                            | 31                           | - GLF: 2× platina - ARIA: platina - BPI: platina - MC: ouro - RIAA: platina - RMNZ: ouro             | Forever           |
| "Cool" (featuring Roy English)                                                                | 2015 | 59                           | —                            | —                            | 19                           | —                            | —                            | —                            | —                            | 10                           | —                            | - BPI: prata                                                                                         | Forever           |
| "Sweet Escape" (featuring Sirena)                                                             | 2015 | 87                           | —                            | —                            | 27                           | —                            | —                            | —                            | —                            | —                            | —                            | | Forever           |
| "I Wanna Know" (featuring Nico & Vinz)                                                        | 2016 | 25                           | —                            | —                            | —                            | —                            | —                            | —                            | —                            | —                            | —                            | | Non-album singles |
| "Take My Breath Away"                                                                         | 2016 | 56                           | —                            | —                            | —                            | —                            | —                            | —                            | —                            | —                            | —                            | | Non-album singles |
| "Falling"                                                                                     | 2017 | 50                           | —                            | —                            | —                            | —                            | —                            | —                            | —                            | 72                           | —                            | | Non-album singles |
| "Let Me Go" (with Hailee Steinfeld featuring Florida Georgia Line and WATT)                   | 2017 | 35                           | 12                           | 52                           | 4                            | —                            | 78                           | 33                           | 60                           | 30                           | 40                           | - GLF: 2× platina - BPI: platina - ARIA: 2× platina - MC: 4× platina - RIAA: platina - RMNZ: platina | Non-album singles |
| "REMEDY"                                                                                      | 2018 | 30                           | 49                           | —                            | 6                            | —                            | —                            | 31                           | —                            | —                            | —                            | | Non-album singles |
| "Sad Song" (featuring TINI)                                                                   | 2019 | 88                           | —                            | —                            | —                            | —                            | —                            | —                            | —                            | —                            | —                            | | Non-album singles |
| "Midnight" (featuring Liam Payne)                                                             | 2020 | 60                           | —                            | —                            | 2                            | —                            | —                            | —                            | 97                           | —                            | —                            | - MC: ouro                                                                                           | Non-album singles |
| "Leave a Little Love" (with Armin van Buuren)                                                 | 2021 | —                            | —                            | —                            | 26                           | —                            | —                            | 62                           | —                            | —                            | —                            | | Non-album singles |
| "Going Dumb" (with Corsak and Stray Kids)                                                     | 2021 | 63                           | —                            | —                            | —                            | —                            | —                            | —                            | —                            | —                            | —                            | | Non-album singles |
| "Chasing Stars" (with Marshmello featuring James Bay)                                         | 2021 | 74                           | —                            | —                            | 40                           | —                            | —                            | —                            | —                            | —                            | —                            | | Non-album singles |
| "When I'm Gone" (with Katy Perry)                                                             | 2021 | 91                           | —                            | —                            | 25                           | —                            | 88                           | 61                           | —                            | 49                           | 90                           | - BPI: prata                                                                                         | Non-album singles |
| "Words" (with Zara Larsson)                                                                   | 2022 | 5                            | —                            | —                            | 11                           | —                            | —                            | 6                            | —                            | 36                           | —                            | - BPI: prata                                                                                         | Non-album singles |
| "I Like It" (with Nate Smith)                                                                 | 2024 | —                            | —                            | —                            | 40                           | —                            | —                            | —                            | —                            | —                            | —                            | | Non-album singles |
| "—" indica que a gravação não foi incluída nas paradas ou não foi distribuída naquela região. |      |                              |                              |                              |                              |                              |                              |                              |                              |                              |                              | |                   |

## Remixes
| Ano  | Artista                                     | Faixa                                         | Álbum                        |
| ---- | ------------------------------------------- | --------------------------------------------- | ---------------------------- |
| 2010 | Tristan Garner & Gregori Klosman            | "Fuckin Down" (Alesso Remix)                  | Fuckin Down Mixes            |
| 2010 | Tim Berg                                    | "Alcoholic" (Alesso Taking It Back Remix)     | Alcoholic Remixes Part II    |
| 2010 | Deniz Koyu featuring Shena                  | "Time of Our Lives" (Alesso Remix)            | Time of Our Lives            |
| 2011 | Therese                                     | "Drop It Like It's Hot" (Alesso Remix)        | Drop It Like It's Hot        |
| 2011 | Dúné                                        | "Heiress of Valentina" (Alesso Exclusive Mix) | Heiress of Valentina         |
| 2011 | Niko Bellotto & Erik Holmberg featuring JB  | "Running Up That Hill" (Alesso Remix)         | Running Up That Hill         |
| 2011 | Nadia Ali, Starkillers & Alex Kenji         | "Pressure" (Alesso Remix)                     | Pressure                     |
| 2011 | Swedish House Mafia                         | "Save the World" (Alesso Remix)               | Save the World (The Remixes) |
| 2011 | DEVolution                                  | "Good Love" (Alesso Remix)                    | Good Love                    |
| 2011 | LMFAO featuring Lauren Bennett and GoonRock | "Party Rock Anthem" (Alesso Remix)            | Party Rock Anthem            |
| 2011 | David Guetta featuring Sia                  | "Titanium" (Alesso Remix)                     | Titanium Remixes             |
| 2011 | Jasper Forks                                | "River Flows In You" (Alesso Remix)           | River Flows In You           |
| 2012 | Keane                                       | "Silenced by the Night" (Alesso Remix)        | Silenced by the Night        |
| 2012 | Arty                                        | "When I See You" (Alesso Mix)                 | When I See You               |
| 2013 | OneRepublic                                 | "If I Lose Myself" (Alesso Remix)             | If I Lose Myself             |
| 2015 | Maroon 5                                    | "This Summer" (Maroon 5 vs. Alesso)           | V                            |
| 2016 | Alesso                                      | "I Wanna Know" (Alesso and Deniz Koyu Remix)  |                              |
| 2016 | Alesso                                      | "I Wanna Know" (feat. Jolin Tsai)             |                              |
| 2016 | Jolin Tsai                                  | "Play" (Alesso Remix Version)                 | Play                         |

### Produções
| Ano  | Faixa                  | Artista | Álbum                |
| ---- | ---------------------- | ------- | -------------------- |
| 2012 | "Numb"                 | Usher   | Looking 4 Myself     |
| 2012 | "Queen of Your Dreams" | Example | The Evolution of Man |

## Ligação externas
- «Alesso» no Discogs